# Eureka Springs
Eureka Springs è una località degli Stati Uniti d'America, capoluogo assieme a Berryville della contea di Carroll, nello Stato dell'Arkansas.